# 吉田八岑
吉田 八岑（よしだ やつお、1935年10月27日 - ）は、日本の悪魔学者、帆船船長。
東京府下（現世田谷区東松原）生まれ。父は詩人の吉田一穂。父一穂は原稿料収入などが少なく、幼少時は貧しい生活であった。1957年より早稲田大学図書館司書。吸血鬼、魔女、地獄、ナチズムをはじめ、人間精神の闇の研究に従事。独航機帆船船長。

## 著書
- 『西洋暗黒史外伝』桃源社 1971
- 『悪魔考 神に叛かれた者たち』薔薇十字社、1972　出帆社 1974
- 『明治考証事典』新人物往来社 1975
- 『悪魔の画廊』学芸書林 1976
- 『魔女異聞考』新泉社 1976
- 『吸血鬼』北宋社 1990
- 『ギロチン 処刑の文化史』北宋社 1991
- 『尼僧と悪魔 異端審問と妖術裁判』北宋社 1991
- 『Vampires 血の黙示録』人類文化社 桜桃書房 1998
- 『斬首の美学 ギロチン処刑史「クビを斬る人、斬られる人」』人類文化社 1998

### 共著
- 『生存術』川村光暁共著 ヒサクニヒコ絵 河出書房新社 1974
- 『地球大サバイバル』赤塚不二夫共著 学校図書 マイブレーンシリーズ 1982
- 『ドラキュラ学入門』遠藤紀勝共著 社会思想社 現代教養文庫 1992
- 『宗教地獄絵・残虐地獄絵』田中雅志共著 大和書房 2006

### 翻訳
- ジェームズ・テーラー,ウォーレン・ショー『ナチス第三帝国事典』監訳 三交社 1993
- 『ヒトラーのテーブル・トーク 1941-1944』ヒュー・トレヴァー=ローパー解説 監訳 三交社 1994
- マーチン・ハウスデン『ヒトラー ある<革命家>の肖像』監修 清水順子訳 三交社 2002

## 注
1. ↑  『現代日本人名録』2002年